# Walid Mumuni
Walid Abdul Mumuni (Londra, 13 aprile 1983) è un cestista ghanese naturalizzato britannico.
Guardia-ala di 196 cm,  ha giocato nella British Basketball League con gli Essex Pirates.

## Carriera
Nell'estate 2012 passa al Basket Cefalù.
In Sicilia, è stato MVP dell'All-Star Game di Serie C2 nel 2012 e nel 2013.